# Hertebron
De Hertebron is een bron in het Meerdaalbos in het zuidwesten van de Belgische gemeente Oud-Heverlee. De bron ligt ten zuidoosten van Sint-Joris-Weert achter de voormalige camping La Hetraie en ongeveer 500 meter ten zuidwesten van het jeugdverblijf "De Kluis", en ligt aan het einde van het Paddenpoeldal. Rond de bron is een muurtje van keien gemetseld.
Voorheen werd de waterkwaliteit van de Hertebron periodiek gecontroleerd, maar het agentschap Natuur & Bos dat deze controles uitvoert, is daarmee gestopt wegens te grote onbetrouwbaarheid van de kwaliteit tussen twee controles en herhaaldelijke bacteriële besmetting.